# مفاعل جيسون

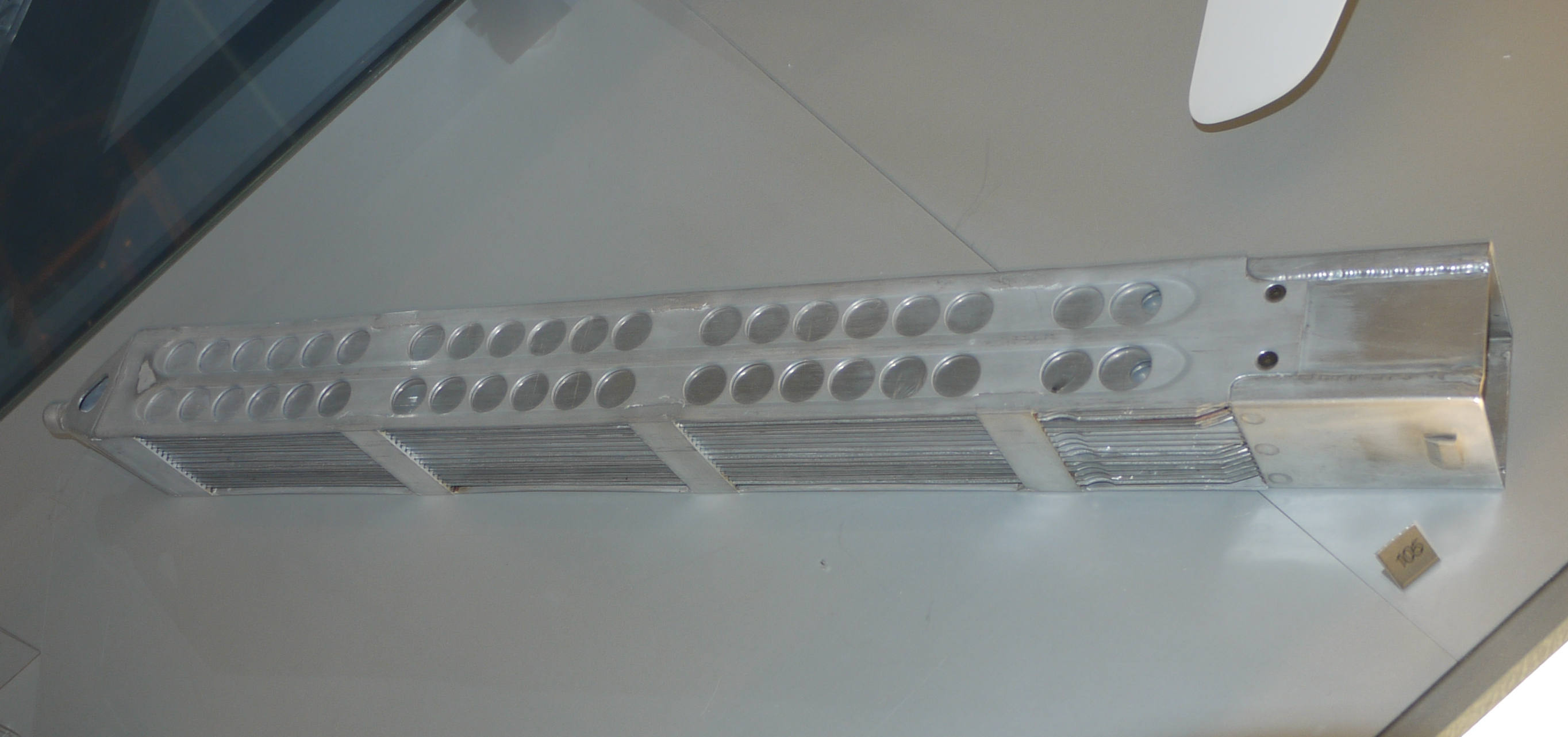
قضبان وقود جيسون

مفاعل جيسون هو مفاعل نووي تم تثبيته بواسطة وزارة الدفاع في الكلية البحرية الملكية في جرينتش - لندن ، وهي الآن جامعة جرينتش.

## نبذة
كان مفاعل أبحاث من سلسلة مفاعل أرجون 10 كيلوواط صممه مختبر أرجون الوطني وكان يستخدم من قبل البحرية الملكية لأغراض تجريبية وتدريبية. إن نوع المفاعل الفعلي المستخدم في الغواصات التي تعمل بالطاقة النووية في البحرية الملكية هو مفاعل الماء المضغوط الذي يزود عشرات الميجاوات من الطاقة.
كان المفاعل يعمل في الموقع من عام 1962 إلى عام 1996 (كان قد تم تشغيله من قبل شركة هوكر سايدلي للطاقة النووية من فبراير 1959 في لانغلي - سلو) وتم تفكيكه بالكامل بحلول عام 1999حيث تم إزالة 270 طن من النفايات المشعة.